# Журнал дерматовенерології та косметології ім. М. О. Торсуєва
Журнал дерматовенерології та косметології ім. М. О. Торсуєва — український науково-практичний медичний журнал, присвячений дерматовенерології та косметології.

## Історія та зміст
Заснований у 2000 році Донецьким медичним університетом та Асоціацією дерматовенерологів та косметологів Донецької області «Здоровий світ», якими і видається (спільно з МОЗ України й Українською асоціацією дерматовенерологів та косметологів). 
Виходить двічі на рік. Тираж 2 тисячі примірників. Матеріали публікує українською, російською та англійськими мовами. 
Серед розділів — «Обмін досвідом», «На допомогу практичному лікарю», «На допомогу косметологу», «Огляд літератури», «Проблеми медичної освіти», «З'їзди, конгреси, конференції». 
Головний редактор — Айзятулов Р. (з 2000 року).